# Гарнерен, Элиза
Элиза Гарнерен (фр. Élisa Garnerin; 1791—1853) — французская воздушная акробатка и парашютистка.

## История
Племянница Жака Гарнерена — Элиза Гарнерен — осуществила второй в истории женский прыжок с парашютом спустя 10 дней после того, как это исполнила Жанна-Женевьева Лябросс. 22 октября 1799 года она прыгнула с парашютом с высоты 1000 м.
В период с 1815 по 1828 годы она совершила 39 прыжков на публике. К примеру, 15 августа 1817 года она приземлилась с парашютом в Руанском ботаническом саду. Всего на её счету было около 60 прыжков с парашютом, и все удачные. Элиза Гарнерен приезжала в Россию, побывала в Москве и Петербурге.
В 1821 году она первой в мире среди женщин совершила прыжок из воздушного шара над морем. Оставив легкую корзину аэростата на значительном расстоянии от берега, приводнилась в открытом море и долго держалась на плаву при помощи спасательного пояса, который был и изготовлен для этой цели её отцом. Это был её двадцать восьмой прыжок.